# رادها رافي
رادها رافي هو ممثل هندي، ولد في 29 يوليو 1952.

## وصلات خارجية
- رادها رافي على موقع IMDb (الإنجليزية)
- رادها رافي على موقع ميوزك برينز (الإنجليزية)
- رادها رافي على موقع قاعدة بيانات الفيلم (الإنجليزية)